# Chiese romaniche catalane della Vall de Boí
Le Chiese romaniche catalane della Vall de Boí sono un complesso di chiese costruite nel comune spagnolo di La Vall de Boí, in Catalogna. Questo sito è iscritto tra i patrimoni dell'umanità dell'UNESCO dal 2000.

## Le chiese
Nonostante la valle abbia avuto una popolazione relativamente bassa nel Medioevo, grandi quantità d'argento arricchirono i dignitari locali spingendoli ad unirsi alla campagna di Catalogna per la riconquista di Barbastro e Saragozza. I maggiori sforzi vennero compiuti nella costruzione di numerose chiese tra l'XI e il XIV secolo, che furono realizzate seguendo i dettami del nuovo stile architettonico importato dalla Lombardia. Le chiese sono caratterizzate da elaborati lavori in pietra e da eleganti torri campanarie. Gli affreschi recuperati dalle mura delle chiese sono tuttora conservati presso il Museu nacional d'art de Catalunya a Barcellona.
In particolare sono state incluse tra i patrimoni dell'umanità le seguenti nove chiese: Sant Climent e Santa Maria a Taüll, Sant Feliu a Barruera, Sant Joan a Boí, Santa Eulalia a Erill la Vall, Santa Maria de l'Assumpció di Cóll, Santa Maria di Cardet, la Nativitat de la Mare de Déu a Durro, e Sant Quirc nei pressi di Durro.
Nella valle si trovano anche le rovine di altri edifici religiosi di epoca romanica, fra queste: le chiese di Sant Llorenç a Saraís, Sant Martí a Taüll, Sant Cristòfol a Erill, Sant Quirc a Taüll, Sant Salvador a Barruera e Sant Pere a Boí.

### San Clemente di Taüll

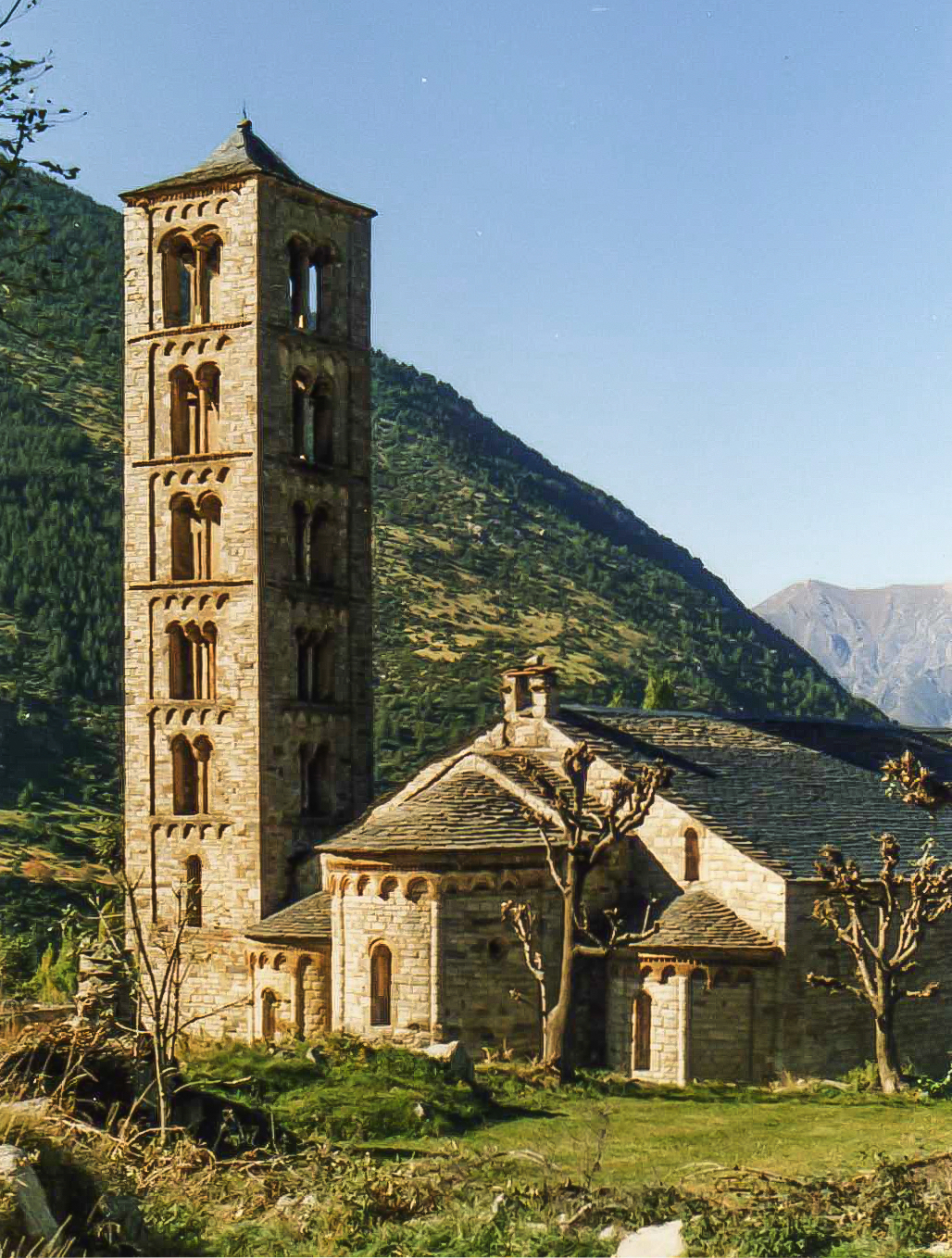
San Clemente di Taüll

La chiesa di San Clemente di Taüll venne consacrata il 10 dicembre 1123 dal vescovo di Roda. È situata su un leggero pendio davanti alla strada che collega Taüll a Boí. È la più grande e meglio conservata della Vall de Boí, nonché la più imponente.
La chiesa fu progettata come basilica, con tre navate, ognuna delle quali separata dalle altre tramite un'arcata di colonne, e terminante in un'abside semicircolare. Mantiene il suo tetto originale a doppia pendenza in legno. A sud-est si erge una torre campanaria a sei piani, con finestre ad arco ad ogni piano. L'edificio è costruito con blocchi di granito, con elementi decorativi e finestre in pietra pomice. Le facciate sono decorate con fregi e pilastri.
L'immagine di Cristo Pantocratore della chiesa, originariamente presente nell'abside, è ora conservata al National Museum of Art of Catalonia (MNAC), ed è riconosciuta come una delle pietre miliari dell'arte romanica.

### Santa Maria di Taüll
La chiesa di Santa Maria si trova nel villaggio di Taüll, e venne consacrata l'11 dicembre 1123, il giorno dopo rispetto a quella di San Clemente. Venne costruita con tre navate, ognun a delle quali termina in un'abside. La torre campanaria si erge dalla navata meridionale. La qualità del lavoro di muratura della torre campanaria è inferiore rispetto a quello del resto dell'edificio, e questo potrebbe indicare una sua costruzione anteriore, cui la chiesa è stata aggiunta in seguito.
La chiesa venne significativamente rinnovata nel diciottesimo secolo, con l'aggiunta di una cupola. Gli affreschi vennero spostati al MNAC verso il 1918. Molte delle novità introdotte nel diciottesimo secolo vennero eliminate negli anni settanta, compresa la cupola.

### San Feliu di Barruera

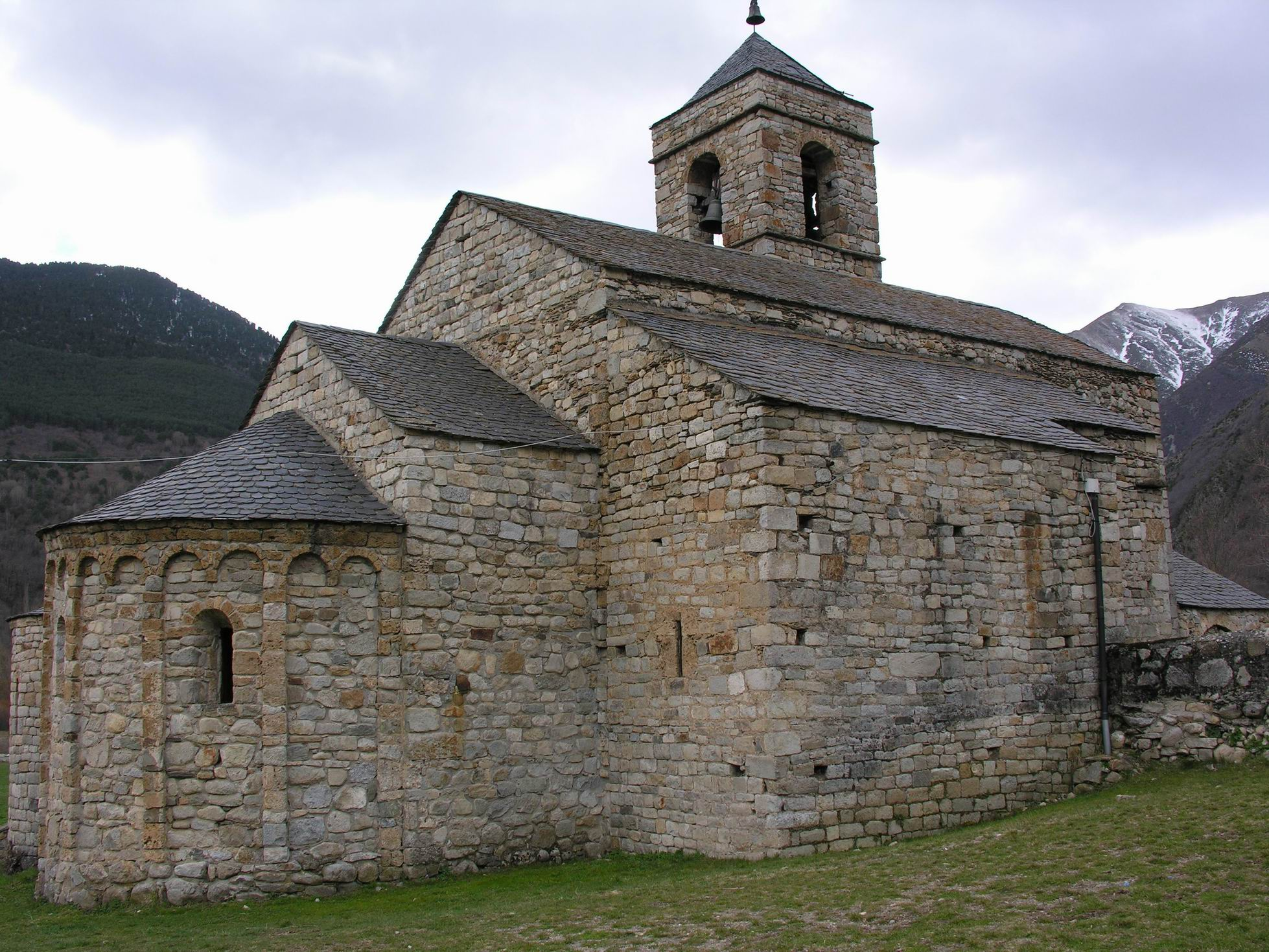
Abside della chiesa di San Feliu di Barruera

La chiesa di San Feliu si trova leggermente a nord di Barruera. Il villaggio è situato in un punto strategico in cui la valle si allarga e venne connessa ad un'abbazia limitrofa nel Medioevo, abbazia che ora è scomparsa. Delle tre navate originarie solo una è sopravvissuta fino ai giorni nostri, completa di soffitto semicircolare e di abside. Ha una base quadrata, con un'abside all'estremità' meridionale ed una cappella a quella settentrionale. Una semplice torre campanaria, priva di decorazioni, si trova all'angolo sud-orientale. Nel sedicesimo secolo vennero svolti lavori di manutenzione, aggiungendo due cappelle gotiche alla navata centrale, ed una facciata gotica sul lato occidentale.

### San Giovanni di Boí

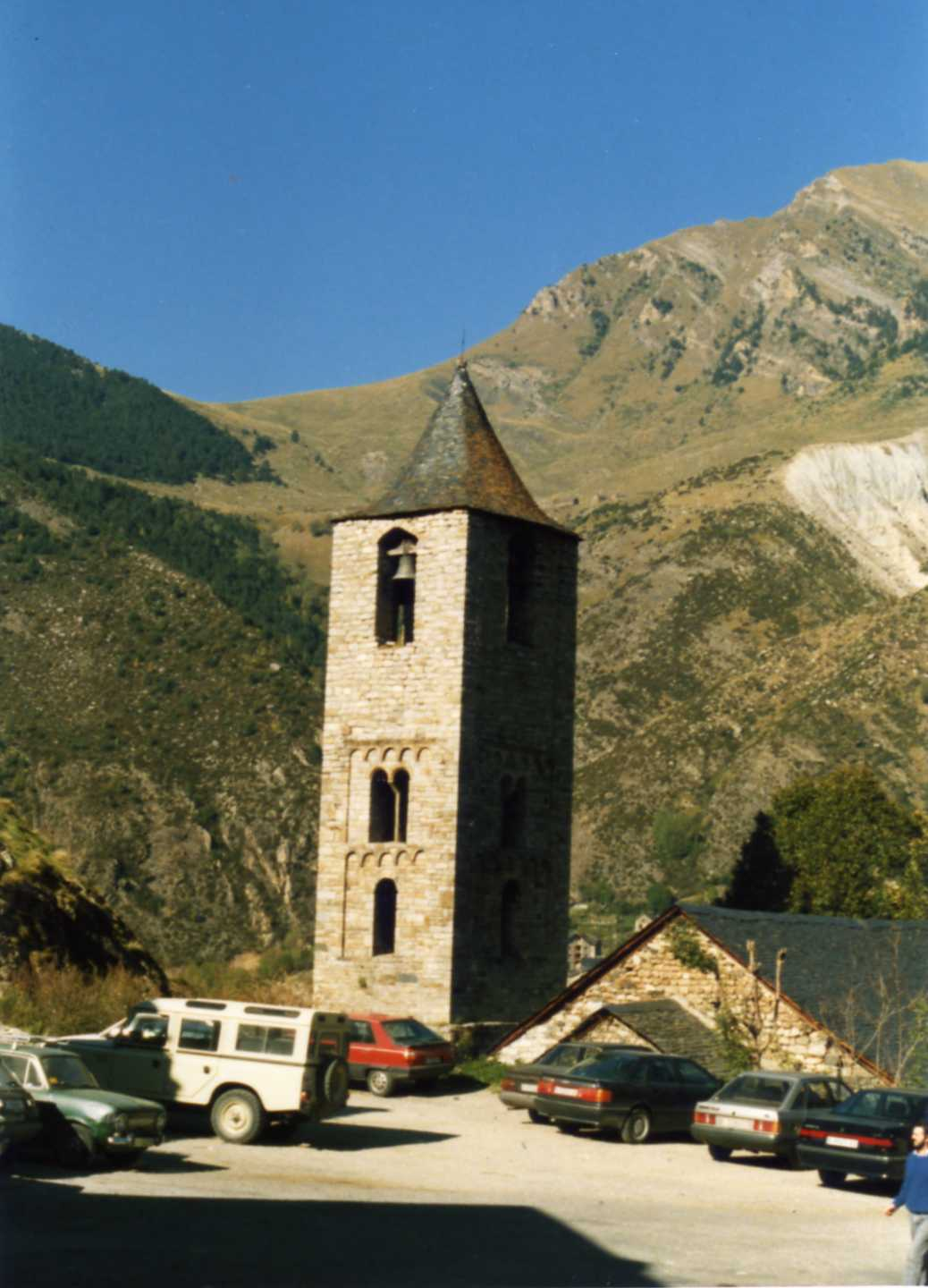
La torre campanaria di San Giovanni di Boí

La chiesa di San Giovanni si trova all'entrata del villaggio di Boí che dà il nome alla valle. La chiesa è composta da tre navate, con absidi all'estremità orientale delle due laterali. L'originario tetto in legno è stato sostituito da uno in pietra. La torre campanaria si trova a sud della navata meridionale. La chiesa venne rinnovata nel diciottesimo secolo, ma molte delle novità introdotte vennero rimosse negli anni sessanta. I dipinti vennero asportati nel 1919 per esporli al Museu Nacional d'Art de Catalunya.

### Santa Eulalia d'Erill-la-Vall
La chiesa di Santa Eulalia ad Erill-la-Vall è composta da un'unica navata con una triplice abside all'estremità orientale ed un'entrata a nord che si apre su di un camminamento coperto. Un tetto in legno ha rimpiazzato la precedente volta a botte. La torre campanaria a sei piani si erge a nord fino all'altezza di 23 metri.

### Santa Maria de l'Assumpció de Cóll
La chiesa dell'assunzione si trova all'esterno del villaggio di Cóll. Venne costruita con una sola navata munita d'abside e volta a botte, consacrata nel 1110, e subì in seguito aggiunte in stile gotico. Una cappella laterale a nord ed un torre campanaria in stile gotico a due piani a sud, creano una pianta a forma di croce. L'interno è illuminato tramite gli oculi sui lati orientale ed occidentale, mentre la porta d'entrata si trova ad ovest. La torre campanaria si trova al momento in pessimo stato di conservazione.

### Santa Maria de Cardet
Cardet occupa un affioramento roccioso all'entrata della valle. La chiesa rappresenta il confine orientale del villaggio, sopra un pendio scosceso. Contiene una singola navata completa d'abside, e di una cripta sotto quest'ultima (necessaria a causa del fondo cedevole). Una sagrestia venne aggiunta all'estremità sud-orientale della navata, mentre sulla facciata nord è stata eretta una cappella. Gli esterni mantengono le caratteristiche originarie dell'undicesimo secolo, nonché alcuni novità introdotte nel dodicesimo, tredicesimo, diciassettesimo e diciottesimo secolo. Gli interni mostrano uno stile barocco dovuto a restauri successivi.

### Nativitat de la Mare de Déu de Durro

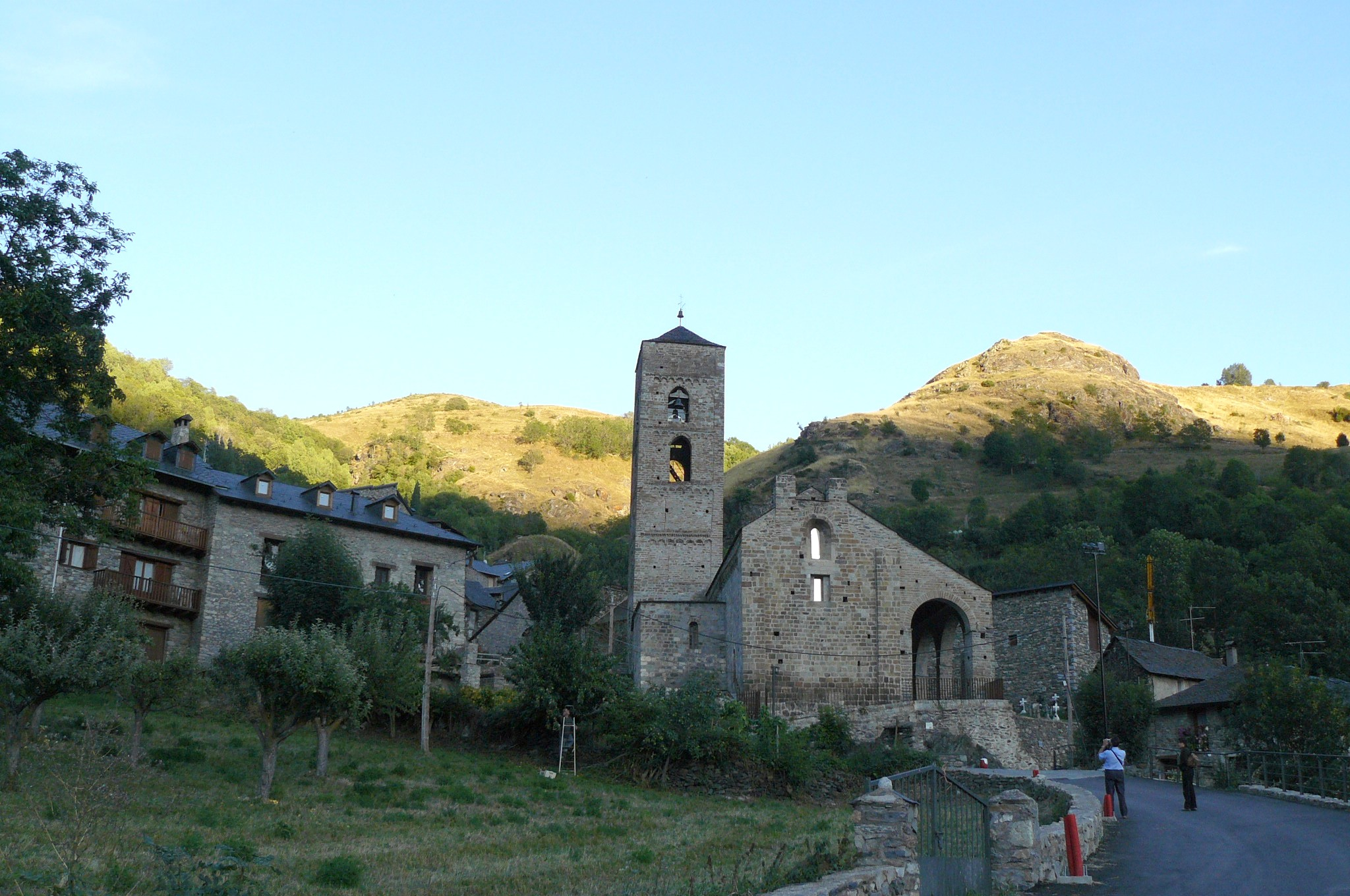
Nativitat de la Mare de Déu de Durro

La piccola cittadina di Durro si trova ad un'altezza di 1.386 metri, sul versante sud della montagna. La chiesa ha una sola navata lunga e stretta con una volta a botte ed un tetto in ardesia. Venne costruita con una singola abside, ora rimpiazzato da una sagrestia. Due cappelle sono state costruite sul muro a nord, mentre la torre campanaria si trova a nord-est ed è alta cinque piani. L'entrata si trova sul lato sud, e vi si accede tramite un camminamento coperto. L'edificio è stato restaurato ed ampliato numerose volte dalla sua costruzione nel dodicesimo secolo, ed ora si vede poco del suo aspetto originario. Gli interni barocchi sono dovuti a modifiche successive.
La chiesa venne restaurata nel 1983, mentre il campanile subì dei lavori nel 1994.

### L'eremitaggio di San Quirico di Durro
Il piccolo eremitaggio di San Quirico si trova su di un affioramento roccioso nei pressi di Durro. Ha una piccola navata con un'abside ed un'entrata a sud. Un piccolo campanile si trova sul lato ovest. Il tetto, accessibile dall'esterno, può essere usato come granaio.